# Восточный экспресс (песня)
«Восточный экспресс» — песня, записанная диджеем Леонидом Руденко и Митей Фоминым для второго студийного альбома певца «Наглый ангел».

## История композиции
Песня была написана Леонидом Руденко, Алексеем Романовым и Александром Сахаровым. Премьера песни состоялась в эфире радиостанции «Русское радио» 5 ноября 2012 года. Ровно через неделю, 12 ноября, состоялся общий релиз сингла на радио в странах СНГ, через систему «Tophit».
Совместную роботу с Митей Руденко прокомментировал так:
Я давно слежу за творчеством Мити и мне очень нравится как он работает на сцене, какой материал он себе подбирает. У нас во многом совпадают взгляды и вкусы на музыку, поэтому когда я решился на запись нового русскоязычного альбома вопроса над тем, с кем бы я хотел поработать, не стояло.

## Коммерческий успех
Композиция была вполне успешной. В общем радиочарте по странам СНГ сингл достиг 21-го места, и в итоге вошёл в годовой топ-200. В составлении списка главных хитов весны 2013 года, Булат Латыпов из «Афиши» назвал «Восточный экспресс» своего рода гвоздь сезона и, что от него не так-то просто отбрехаться. Сингл получил даже номинацию на премию телеканала «RU.TV» в категории «Выбор пола», что собственно значится как «Лучший танцевальный трек».

## Музыкальное видео
Съемки видео проходили в конце ноября 2012 года в Шри-Ланке. В основу легла сказка об «Аленьком цветочке», которую автор сценария и режиссёр Митя Фомин превратил в шпионскую историю. Видео было наполнено яркими красками экзотического государства, динамичной сменой планов и спутниковыми гаджетами. Основной героиней клипа стала морская черепаха, занесенная в международную Красную книгу. Свой художественный стиль в этом произведении Фомин обозначил как «тропический реализм». Премьера клипа состоялась 23 января 2013 года на видеоканале «ELLO».

## Список композиций
- Радиосингл[9]

| №  | Название                                                    | Автор(ы)                                           | Длительность |
| -- | ----------------------------------------------------------- | -------------------------------------------------- | ------------ |
| 1. | «Восточный экспресс»                                        | Леонид Руденко, Алексей Романов, Александр Сахаров | 3:18         |
| 2. | «Восточный экспресс» (DJ Max Myers & Rifatello Radio Remix) | Леонид Руденко, Алексей Романов, Александр Сахаров | 3:30         |

- Цифровой сингл[10]

| №  | Название             | Автор(ы)                                           | Длительность |
| -- | -------------------- | -------------------------------------------------- | ------------ |
| 1. | «Восточный экспресс» | Леонид Руденко, Алексей Романов, Александр Сахаров | 4:03         |

## Чарты
| Чарт                       | Высшая позиция |
| -------------------------- | -------------- |
| Радиочарт СНГ              | 21             |
| Радиочарт России           | 23             |
| Радиочарт Москвы           | 36             |
| Радиочарт Санкт-Петербурга | 45             |
| Радиочарт Украины          | 11             |
| Радиочарт Киева            | 33             |
| Радиочарт Латвии           | 25             |

| Чарт (2012)                         | Высшая позиция |
| ----------------------------------- | -------------- |
| Годовой радиочарт СНГ               | 192            |
| Годовой русскоязычный радиочарт СНГ | 88             |
| Чарт (2013)                         | Высшая позиция |
| Годовой радиочарт СНГ               | 192            |
| Годовой русскоязычный радиочарт СНГ | 101            |
| Годовой радиочарт Украины           | 192            |
| Годовой радиочарт Киева             | 159            |